# Montealegre (ort)
Montealegre är en ort i Spanien.   Den ligger i provinsen Provincia de Valladolid och regionen Kastilien och Leon, i den centrala delen av landet, 190 km nordväst om huvudstaden Madrid. Montealegre ligger 812 meter över havet och antalet invånare är 132.
Terrängen runt Montealegre är platt. Runt Montealegre är det mycket glesbefolkat, med 5 invånare per kvadratkilometer. Närmaste större samhälle är Medina de Ríoseco, 12,2 km väster om Montealegre. Trakten runt Montealegre består till största delen av jordbruksmark.